# Silver Republican Party
Silver Republican Party var ett politiskt parti verksamt i USA under 1890-talet som var emot guldmyntfoten och förespråkade bimetallism. Partiet stödde demokraternas kandidat William Jennings Bryan i presidentvalet i USA 1896. Efter partiets upplösning återvände de flesta medlemmarna till Republikanska partiet men några bytte parti till demokraterna.

## Betydande partimedlemmar
- Frank J. Cannon, senator
- Fred Dubois, senator
- Richard F. Pettigrew, senator
- John F. Shafroth, kongressledamot
- William M. Stewart, senator
- Henry M. Teller, senator